# 57e régiment de fusiliers motorisés
Pour les articles homonymes, voir 57e régiment.
Le 57e régiment de fusiliers motorisés (en russe : 57-й мотострелковый полк, abrégé 57 мсп) est une unité de fusiliers motorisés de l'armée de terre russe (n° d'unité ?) opérant dans la 6e division de fusiliers motorisés du 3e corps d'armée.

## Historique
Le 57e régiment est créé à partir de soldats contractuels volontaires le 10 août 2022 pour participer à l'invasion de l'Ukraine,. Le régiment comprend un bataillon d'artillerie d'obusiers nommé d'après le héros de l'Union soviétique Ivan Fliorov (en), composé de volontaires de l'oblast de Lipetsk le 10 août 2023,. Le 3e bataillon de fusiliers motorisés « Timer » est également formé à partir de volontaires du Tatarstan,.
En septembre 2022, le régiment est déployé en Ukraine pour participer aux hostilités.
Des unités du 57e régiment ont pris part aux combats dans les environs de Kourdioumivka au sud de Bakhmout en octobre 2023. L'unité est ensuite engagée dans la bataille d'Avdiïvka.